# Canard de Challans
Le canard de Challans, ou challandais, est une race de canard domestique originaire de la région de Challans en Vendée, réputé pour la finesse de sa chair. Ses producteurs peuvent désormais obtenir le label « Volailles de Challans », bien qu'il soit concurrencé pour ce label par le canard de Barbarie, au plumage blanc et noir, avec qui il ne doit pas être confondu.

## Histoire
Sous le règne du roi d'Espagne Philippe IV (1621-1665), des exilés flamands (les Pays-Bas appartenaient aux Habsbourgs espagnols) sont invités à se fixer en France dans les marais bretons et vendéens afin de les assécher en partie en polders, construisant des digues. Ce canard serait donc issu de croisements entre colverts du Poitou et canards venus de Hollande. C'est ainsi que débute l'élevage du canard de Challans qui depuis le début du XVIIIe siècle approvisionne la ville de Nantes en canard de chair et il est au siècle suivant expédié de cette ville par le train vers la capitale. C'est pourquoi il était appelé autrefois « canard nantais ». Afin de mieux fixer sa race et d'augmenter sa masse, il est croisé au début du XXe siècle avec le canard de Rouen. Il bénéficie du label rouge fermier depuis 1965.

## Élevage
Autrefois, les fermières qui s'occupaient de la basse-cour laissaient les canards libres d'aller de la ferme aux canaux des marais, au bord desquels étaient disposés des nids de jonc coniques. Les canes étaient fécondées par les canards de la ferme, mais aussi par les canards sauvages des marais, puis la race a été fixée. Vers huit semaines, les canetons étaient enfermés dans un enclos pour un engraissement intensif.
Aujourd'hui les canards sont exclusivement élevés dans la région en plein air.

## Description
Ce canard de type fermier est large et de bon volume avec un port légèrement relevé. Le mâle pèse 3 à 3,5 kg, la femelle, 2,5 à 3 kg. Le mâle a une tête et le haut du cou verts avec un collier blanc à bavette et plastron blanc. Les pattes sont d'un jaune orangé et les ailes bleutées avec des reflets de couleur violet-vert et des miroirs blancs.
La femelle est de teinte isabelle légèrement foncée. Variété truitée à bavette. La présence de quille (jabot descendu) est un défaut éliminatoire.

## Gastronomie
Le fameux « canard au sang » de Claude Terrail à la Tour d'Argent est toujours un canard de Challans. Il a été également servi au mariage du prince Rainier avec Grace Kelly.
Le canard de Challans au muscadet recette typique du sud de la region Nantaise, dit « canard nantais » est une préparation à base de canard élevé dans le marais breton et cuisiné avec une sauce au muscadet et servi avec des pommes cuites au beurre salé, ou plus traditionnellement des petits pois.